# Не прикасайся ко мне (картина дель Сарто)
«Не прикасайся ко мне» (итал. Noli me tangere) — картина итальянского художника Андреа дель Сарто, написана в 1510 году и представляет собой живопись маслом на холсте размером 176×155 см. В настоящее время хранится в галерее Уффици, во Флоренции.

## История картины
По свидетельству Гаддианского анонима и Джорджо Вазари картина была написана Андреа дель Сарто для церкви Святого Галла во Флоренции, вместе с картинами «Благовещение» и «Спор о Троице».
В 1529 году во время осады Флоренции армией императора Карла V храм был разрушен. Все картины были перенесены в церковь Святого Иакова в монастыре августницев. «Не трогай меня» поставили в капелле Морелли, так, как она была написана по заказу Леонардо Морелли, на что указывает папское бреве от 9 апреля 1532 года.
В 1849 году церковь была превращена в казармы. Картину передали семье Морелли при условии, что к ней будет оставлен свободный доступ. Условие было нарушено. В 1875 году на законных основаниях картина была конфискована и выставлена в Уффици. Затем перенесена в музей «Тайной вечери» Андреа дель Сарто в Сан-Сальви во Флоренции, где находилась до начала 2013, после чего перенесена обратно в Уффици.

## Композиция и персонажи картины
Сцена изображает явление воскресшего Иисуса Христа Марии Магдалине, в обнесенном стеной саду у Гроба Господня. Изображенная слева пальма — символ мученичества в католической иконографии, намекает на страсти, перенесённые до этого Спасителем. Мария Магдалина стоит слева на коленях и обращена к воскресшему Христу, который стоит справа. В левой руке Спаситель держит флаг крестоносцев. Несколько фигурок мироносиц заметны на заднем плане.